# Pitone (figlio di Agenore)
Pitone, in greco antico Πείθων Peíthōn (... – Gaza, 312 a.C.), è stato un ufficiale macedone antico di Alessandro Magno, coinvolto nelle guerre dei diadochi dopo la sua morte.

## Biografia

### Campagna indiana
Viene menzionato per la prima volta durante la campagna indiana, ma spesso non è del tutto chiaro se ci si riferisca a lui o al suo omonimo Pitone, figlio di Crateas. Nel 327 a.C., comandò un distaccamento della guardia pesantemente armata nella battaglia contro i Malli. Gli fu quindi affidato il governo della provincia indiana, che confinava con quella del satrapo Filippo. Poco tempo dopo ricevette l'ordine di sconfiggere il re indiano Musicano. Pitone ci riuscì e portò il re catturato ad Alessandro.
A valle lungo l'Indo, Pitone guidò parte della cavalleria sulla riva destra e si riunì al corpo principale dell'esercito a Pattala. Questa è la sua ultima menzione prima della morte di Alessandro. Sembra che sia tornato alla sua satrapia nell'India occidentale, che gli era stata concessa anche durante la conferenza di Triparadiso.

### Guerre dei diadochi
Durante il conflitto tra Antigono ed Eumene, Pitone non viene mai menzionato, per cui si presume che sia stato espulso da Eudemo, che governava la maggior parte dell'India. Nel 316 a.C., Pitone ricevette da Antigono la satrapia di Babilonia. Nel 314 a.C. fu nominato nel consiglio di ufficiali esperti che accompagnarono l'ancora inesperto Demetrio, figlio di Antigono, durante la sua prima campagna. Anche Pitone entrò in guerra con Demetrio contro Tolomeo nel 312 a.C. L'esercito di Demetrio fu sconfitto a Gaza e Pitone cadde sul campo di battaglia (battaglia di Gaza).